# Tossal dels Civils
El Tossal dels Civils és una muntanya de 2.085 metres que es troba al municipi de Vilaller, a la comarca de l'Alta Ribagorça.